# Том Арне Фосхайм
Том Арне Фосхайм (на норвежки: Tom Arne Fossheim) е норвежки музикант, свирещ на ударни инструменти за Кен Хенсли и Лайв Файър, Анита Хегерланд (Anita Hegerland's Starfish Band), Wonderworld и някои други групи.
Том е родом от околностите на Йовик, Норвегия. Започва да свири на барабани в духов оркестър, когато е на девет години. През тийнейджърските си години свири в различни тийнейджърски госпъл хорове и модерни джаз групи. В гимназията изучава музика. В тези времена той се присъединява към първата си свиреща кавъри група на осемнадесет години и започва да правят концерти с нея.
През 2013 г., още докато записват с Кен Хенсли, музикантите от групата „Лайв Файър“, дошли в проекта с Кен Ингверсен, сформират нова група, която е наречена Wonderworld и издава дебютен албум със същото име през 2014 г. Има планове да издаде следващия, Wonderworld II през февруари 2016 г., когато е и реализиран.
В началния състав на Wonderworld влизат музикантите Кен Ингверсен, Роберто Тиранти и Том Арне Фосхайм, свирили и в Кен Хенсли и Лайв Файър.

## Избрана дискография
| Hilde Bekkevold & Elin Thingstad | Lekeloftet              | Tylden & Co             | 2000 |
| Head For Glory                   | Messenger               | East Central One        | 2007 |
| Hidden Shore                     | Martine                 | Lund Hoel               | 2008 |
| Brenn Hexen                      | Betty Stjernen          | Betty Records           | 2010 |
| Faster                           | Ken Hensley & Live Fire | Ear Music               | 2011 |
| Closer                           | Anita Hegerland         | Starfish Records        | 2011 |
| Månestripen                      | Betty Johnsen           | Betty Records           | 2011 |
| Starfish                         | Anita Hegerland         | Starfish Records        | 2011 |
| Trouble                          | Ken Hensley & Live Fire | Hear No Evil Recordings | 2013 |
| Live!                            | Ken Hensley & Live Fire | Hear No Evil Recordings | 2013 |
| Wonderworld                      | Wonderworld             | Key Music               | 2014 |
| Wonderworld II                   | Wonderworld             | Key Music               | 2016 |
| XIII                             | TNT                     | Frontiers Music SRL     | 2018 |
| Wonderworld III                  | Wonderworld             | Sliptrick Records       | 2018 |
| The Future Looks Bright          | Kens Dojo               | Key Music               | 2021 |
| Live Fire                        | Wonderworld             | Black Widow Records     | 2022 |